# Dan Osman
Dan Osman (11 febbraio 1963 – Parco nazionale di Yosemite, 23 novembre 1998) è stato un arrampicatore e praticante di sport estremi statunitense.

## Biografia
Era conosciuto per la pericolosa tecnica free solo (arrampicata senza corde né sistemi di sicurezza), della quale era considerato uno dei più grandi praticanti, e controlled free-falling (salto nel vuoto con l'uso di una normale corda dinamica da arrampicata come sistema di sicurezza), del quale ha stabilito il record di 305 metri. Conduceva uno stile di vita libero e anticonformista, non ebbe mai un lavoro fisso e viveva per mesi in una capanna in mezzo agli alberi. Fu la star di vari video di arrampicata con i quali portò il "free soloing" al grande pubblico.
Morì il 23 novembre del 1998 all'età di 35 anni, dopo che la sua corda si spezzò mentre tentava di battere il record di free-falling (stabilito da lui stesso pochi giorni prima) presso la Leaning Tower, formazione rocciosa alta 700 metri situata nel Parco nazionale di Yosemite. Le cause esatte della rottura della corda sono tuttora sconosciute, ma potrebbero essere dovute all'uso di una corda molto usata oppure al cambio della zona di lancio con il conseguente cambiamento della parabola di decelerazione. Vi è un libro dedicato a lui, intitolato Dan Osman - Inseguendo la paura, scritto da Andrew Todhunter nel 2009.